# The Face Thailand (mùa 1)
The Face Thailand, Mùa 1 được phát sóng tối thứ bảy từ 17:15 đến 19:00 hằng tuần. Lukkade Metinee, Ploy Chermarn và Ying Ratha được mời làm huấn luyện viên và Utt Asda được mời làm dẫn chương trình của mùa giải đầu tiên. Mùa đầu tiên bắt đầu chiếu từ ngày 4 tháng 10 năm 2014 và kết thúc vào ngày 10 tháng 1 năm 2015.
Quán quân nhận được những giải thưởng sau:
- Ký hợp đồng diễn xuất và góp mặt trong những bộ phim của nhà sản xuất Kantana Group
- Xuất hiện trên trang biên tập của tạp chí Vogue & GQ
- Trở thành gương mặt đại diện cho Maybelline
- Giải thưởng tiền mặt trị giá 1.000.000 THB

Quán quân của Mùa 1 là Sabina Meisinger đến từ đội của Huấn luyện viên Lukkade.

## Thí sinh
(Tính theo tuổi khi còn trong cuộc thi)
| Thí sinh                 | Biệt danh | Tuổi | Chiều cao              | Quê quán    | Huấn luyện viên | Bị loại ở | Thứ hạng |
| ------------------------ | --------- | ---- | ---------------------- | ----------- | --------------- | --------- | -------- |
| Visutaphat Ubonratsamee  | Jiksor    | 19   | 1,76 m (5 ft 9+1⁄2 in) | Bangkok     | Ploy            | Tập 2     | 15       |
| Nutsuda Rueangsilprasert | Pompam    | 24   | 1,74 m (5 ft 8+1⁄2 in) | Bangkok     | Ying            | Tập 3     | 14       |
| Aornicha Akrasaevaya     | Jenny     | 21   | 1,70 m (5 ft 7 in)     | Khon Kaen   | Ploy            | Tập 4     | 13       |
| Siriluk Rienrukwong      | Hmei      | 20   | 1,75 m (5 ft 9 in)     | Bangkok     | Lukkade         | Tập 5     | 12       |
| Nattha Jirajitmeechai    | Park      | 25   | 1,72 m (5 ft 7+1⁄2 in) | Khon Kaen   | Lukkade         | Tập 6     | 11       |
| Anntonia Porsild         | Ann       | 17   | 1,74 m (5 ft 8+1⁄2 in) | Bangkok     | Ploy            | Tập 7     | 10       |
| Kansiri Sirimat          | Hong      | 19   | 1,74 m (5 ft 8+1⁄2 in) | Bangkok     | Ying            | Tập 8     | 9        |
| Pratumwan Kunpiyawat     | Tarn      | 24   | 1,75 m (5 ft 9 in)     | Bangkok     | Lukkade         | Tập 9     | 8        |
| Palida Thanamethpiya     | May       | 23   | 1,80 m (5 ft 11 in)    | Bangkok     | Lukkade         | Tập 11    | 7-5      |
| Sasiwimon Saibuapan      | Belle     | 23   | 1,75 m (5 ft 9 in)     | Bangkok     | Ying            | Tập 11    | 7-5      |
| Caroline Emma Spingett   | Carissa   | 16   | 1,69 m (5 ft 6+1⁄2 in) | Chonburi    | Ploy            | Tập 11    | 7-5      |
| Jittima Visuttipranee    | Sai       | 24   | 1,71 m (5 ft 7+1⁄2 in) | Chiang Mai  | Ying            | Tập 13    | 4        |
| Thanapa Poomdit          | Mila      | 20   | 1,70 m (5 ft 7 in)     | Surat Thani | Ying            | Tập 13    | 3-2      |
| Kriyahnie Dasom Lane     | Penny     | 19   | 1,73 m (5 ft 8 in)     | Chonburi    | Ploy            | Tập 13    | 3-2      |
| Ajirapha Meisinger       | Sabina    | 20   | 1,75 m (5 ft 9 in)     | Chonburi    | Lukkade         | Tập 13    | 1        |

## Các tập phát sóng

### Tập 1 - Top 15
Ngày phát sóng: 4 tháng 10 năm 2014
Trong tuần đầu tiên 30 thí sinh đủ điều kiện sẽ xóa lớp trang điểm để mặt mộc tự nhiên và chụp hình dưới sự hướng dẫn của ba huấn luyện viên. Các huấn luyện viên đánh giá bằng những bức ảnh được chọn. Vòng thứ hai đến phần trang điểm để các huấn luyện chọn 15 thí sinh cuối cùng. 
- Team Lukkade: Park, Hmei, May, Tarn, Sabina.
- Team Ploy: Carisa, Penny, Jenny, Jigsaw, Ann.
- Team Ying: Sai, Mila, Hong, Belle, Pompam.

### Tập 2 - Top 14
Ngày phát sóng: 11 tháng 10 năm 2014
- Đội chiến thắng thử thách: Ying Rhatha
- Top 2 nguy hiểm: Park Jirajitmeechai & Jiksor Ubonratsamee
- Thí sinh bị loại: Jiksor Ubonratsamee.

### Tập 3 - Top 13
Ngày phát sóng: 18 tháng 10 năm 2014
- Đội chiến thắng thử thách: Lukkade Metinee
- Top 2 nguy hiểm: Pompam Rueangsilprasert & Penny Dasom Lane
- Thí sinh bị loại: Pompam Rueangsilprasert.

### Tập 4 - Top 12
Ngày phát sóng: 1 tháng 11 năm 2014
- Đội chiến thắng thử thách: Lukkade Metinee
- Top 2 nguy hiểm: Jenny Akrasaevaya & Hong Sirimat
- Thí sinh bị loại: Jenny Akrasaevaya.

### Tập 5 - Top 11
Ngày phát sóng: 8 tháng 11 năm 2014
- Đội chiến thắng thử thách: Ploy Chermarn
- Top 2 nguy hiểm: Mei Rienrukwong & Hong Sirimat
- Thí sinh bị loại: Mei Rienrukwong.

### Tập 6 - Top 10
Ngày phát sóng: 15 tháng 11 năm 2014
- Đội chiến thắng thử thách: Ying Rhatha
- Top 2 nguy hiểm: Ann Porsild & Park Jirajitmeechai
- Thí sinh bị loại: Park Jirajitmeechai.
- Khách mời: Kan Kantathavorn

### Tập 7 - Top 9
Ngày phát sóng: 29 tháng 11 năm 2014
- Đội chiến thắng thử thách: Lukkade Metinee
- Top 2 nguy hiểm: Ann Porsild & Belle Saibuapan
- Thí sinh bị loại: Ann Porsild.
- Khách mời: Puttichai Kasetsin.

### Tập 8 - Top 8
Ngày phát sóng: 6 tháng 12 năm 2014
- Đội chiến thắng thử thách: Ploy Chermarn
- Top 2 nguy hiểm: Sabina Meisinger & Hong Sirimat
- Thí sinh bị loại: Hong Sirimat.

### Tập 9 - Top 7
Ngày phát sóng: 13 tháng 12 năm 2014
- Đội chiến thắng thử thách: Ploy Chermarn
- Top 2 nguy hiểm: Belle Saibuapan & Tarn Kunpiyawat
- Thí sinh bị loại: Tarn Kunpiyawat
- Khách mời: Bee Namthip.

### Tập 10 - Top 7
Ngày phát sóng: 20 tháng 12 năm 2014
- Đội chiến thắng thử thách: Lukkade Metinee
- Top 2 nguy hiểm: Penny Dasom Lane & Mila Poomdit.

### Tập 11 - Top 4
Ngày phát sóng: 27 tháng 12 năm 2014
- Đội chiến thắng thử thách: Ying Rhatha
- Chiến thắng thử thách: Mila Poomdit
- Top 3 được chọn bởi các huấn luyện viên: Sabina Meisinger, Sai Visuttipranee & Penny Dasom Lane
- Thí sinh thứ tư vào Chung kết nhờ chiến thắng thử thách: Mila Poomdit
- Thí sinh bị loại: Carissa Emma Spingett, Belle Saibuapan & May Thanamethpiya.

### Tập 12
Ngày phát sóng: 3 tháng 1 năm 2015
Tập tóm tắt trong tuần này của Top 4 sẽ cùng nói về cuộc chiến cuối cùng.

### Tập 13 - Chung kết
Ngày phát sóng: 10 tháng 1 năm 2015
- Top 4: Sai Visuttipranee, Mila Poomdit, Sabina Meisinger & Penny Dasom Lane
- Chiến thắng thử thách: Penny Dasom Lane
- Thí sinh bị loại: Sai Visuttipranee
- Top 3: Mila Poomdit, Penny Dasom Lane & Sabina Meisinger
- The Face Thailand: Sabina Meisinger.

## Bảng loại trừ
| Thí sinh        | Tập | Tập       | Tập       | Tập       | Tập       | Tập       | Tập       | Tập       | Tập       | Tập          | Tập       | Tập     | Tập       |
| Thí sinh        | 1   | 2         | 3         | 4         | 5         | 6         | 7         | 8         | 9         | 10           | 11        | 13      | 13        |
| --------------- | --- | --------- | --------- | --------- | --------- | --------- | --------- | --------- | --------- | ------------ | --------- | ------- | --------- |
| Thắng thử thách |     | Sai       | Tarn      | Penny     | Tarn      | Tarn      | May       | Carissa   | Sabina    | Sai & Sabina | Carissa   | Penny   |           |
| Sabina          | Qua | An toàn   | Thắng     | Thắng     | An toàn   | An toàn   | Thắng     | Nguy hiểm | An toàn   | Thắng        | Nguy hiểm | An toàn | Quán quân |
| Penny           | Qua | An toàn   | Nguy hiểm | An toàn   | Thắng     | An toàn   | An toàn   | Thắng     | Thắng     | Nguy hiểm    | Nguy hiểm | An toàn | Á quân    |
| Mila            | Qua | Thắng     | An toàn   | An toàn   | An toàn   | Thắng     | An toàn   | An toàn   | An toàn   | Nguy hiểm    | Thắng     | An toàn | Á quân    |
| Sai             | Qua | Thắng     | An toàn   | An toàn   | An toàn   | Thắng     | An toàn   | An toàn   | An toàn   | An toàn      | Thắng     | Loại    |           |
| Carissa         | Qua | An toàn   | An toàn   | An toàn   | Thắng     | An toàn   | An toàn   | Thắng     | Thắng     | An toàn      | Loại      |         |           |
| Belle           | Qua | Thắng     | An toàn   | An toàn   | An toàn   | Thắng     | Nguy hiểm | An toàn   | Nguy hiểm | An toàn      | Loại      |         |           |
| May             | Qua | An toàn   | Thắng     | Thắng     | An toàn   | An toàn   | Thắng     | An toàn   | An toàn   | Thắng        | Loại      |         |           |
| Tarn            | Qua | An toàn   | Thắng     | Thắng     | An toàn   | An toàn   | Thắng     | An toàn   | Loại      |              |           |         |           |
| Hong            | Qua | Thắng     | An toàn   | Nguy hiểm | Nguy hiểm | Thắng     | An toàn   | Loại      |           |              |           |         |           |
| Ann             | Qua | An toàn   | An toàn   | An toàn   | Thắng     | Nguy hiểm | Loại      |           |           |              |           |         |           |
| Park            | Qua | Nguy hiểm | Thắng     | Thắng     | An toàn   | Loại      |           |           |           |              |           |         |           |
| Hmei            | Qua | An toàn   | Thắng     | Thắng     | Loại      |           |           |           |           |              |           |         |           |
| Jenny           | Qua | An toàn   | An toàn   | Loại      |           |           |           |           |           |              |           |         |           |
| Pompam          | Qua | Thắng     | Loại      |           |           |           |           |           |           |              |           |         |           |
| Jiksor          | Qua | Loại      |           |           |           |           |           |           |           |              |           |         |           |

Team Lukkade
Team Ploy
Team Ying

     Thí sinh chiến thắng
     Thí sinh về nhì
     Thí sinh chiến thắng thử thách theo nhóm
     Thí sinh lọt vào Top nguy hiểm
     Thí sinh bị loại